# Mistrzostwa Świata w Hokeju na Lodzie 2018/Kwalifikacje do III Dywizji
Kwalifikacje do mistrzostw świata w Hokeju na Lodzie III dywizji 2018 zostały rozegrane w dniach 25–28 lutego.
Zwycięska drużyna awansowała do Dywizji III.
Hala, w której rozegrane były zawody:
- Ice Arena ZETRA, Sarajewo

Mecze
| 25 lutego 2018 | Turkmenistan | 4–0 | Zjednoczone Emiraty Arabskie | Ice Arena ZETRA, Sarajewo |

| Szczegóły      | Szczegóły                                                                                         | Szczegóły       | Szczegóły   | Szczegóły                                                                                           |
| -------------- | ------------------------------------------------------------------------------------------------- | --------------- | ----------- | --------------------------------------------------------------------------------------------------- |
| Godzina: 16:00 | I. Wielejew (PP) 34:58 A. Aganijazow (PP) 40:55 D. Sojunow (EQ) 44:39 A. Gełdimiriadow (PP) 56:58 | (0–0, 1–0, 3–0) |             | Widzów: 100 Sędzia główny: Martin Christensen Sędziowie liniowi: Ilja Chohłow Maarten van den Acker |
| Godzina: 16:00 | 8 min. kar                                                                                        |                 | 12 min. kar | Widzów: 100 Sędzia główny: Martin Christensen Sędziowie liniowi: Ilja Chohłow Maarten van den Acker |

| 25 lutego 2018 | Kuwejt | 1–8 | Bośnia i Hercegowina | Ice Arena ZETRA, Sarajewo |

| Szczegóły      | Szczegóły            | Szczegóły       | Szczegóły | Szczegóły                                                                                         |
| -------------- | -------------------- | --------------- | --- | ------------------------------------------------------------------------------------------------- |
| Godzina: 20:00 | H. Alajmi (EQ) 56:37 | (0–2, 0–3, 1–3) | 03:27 (PP) D. Cordalija 15:28 (EQ) D. Cordalija 28:00 (PP) A. Lemes 30:15 (PP) M. Omer 37:46 (PP2) A. Lemes 42:18 (EQ) A. Velić 45:18 (SH) N. Logo 47:03 (EQ) M. Omer | Widzów: 1100 Sędzia główny: Stefan Hogarth Sędziowie liniowi: Tomas Brejcha Vytautas Lukosevicius |
| Godzina: 20:00 | 45 min. kar          |                 | 14 min. kar | Widzów: 1100 Sędzia główny: Stefan Hogarth Sędziowie liniowi: Tomas Brejcha Vytautas Lukosevicius |

| 26 lutego 2018 | Kuwejt | 2–24 | Turkmenistan | Ice Arena ZETRA, Sarajewo |

| Szczegóły      | Szczegóły                                   | Szczegóły       | Szczegóły | Szczegóły                                                                                        |
| -------------- | ------------------------------------------- | --------------- | --- | ------------------------------------------------------------------------------------------------ |
| Godzina: 16:00 | A. Al Ajmi (EQ) 43:22 A. Alzidan (SH) 44:35 | (0–8, 0–7, 2–9) | 01:30 (EQ) D. Sojunow 06:02 (EQ) A. Gurbanow 10:11 (EQ) A. Gełdimiriadow 11:49 (EQ) A. Wahowskij 12:37 (EQ) A. Gurbanow 16:46 (EQ) A. Gełdimiriadow 18:35 (SH) A. Wahowskij 18:55 (SH) D. Sojunow 27:41 (EQ) A. Gurbanow 28:33 (EQ) I. Wielejew 33:01 (EQ) D. Sojunow 33:56 (EQ) N. Awdiejew 37:57 (PP) A. Wahowskij 39:30 (EQ) A. Gełdimiriadow 39:51 (EQ) J. Berdijew 42:47 (PP) N. Awdiejew 43:37 (EQ) A. Gurbanow 45:56 (PP) I. Wielejew 47:21 (EQ) N. Awdiejew 51:02 (PP) M. Kulijew 54:13 (EQ) D. Hydyrow 55:12 (PP) D. Sawin 57:01 (EQ) I. Wielejew 57:47 (EQ) P. Barkowskij | Widzów: 110 Sędzia główny: Paweł Meszyński Sędziowie liniowi: Ilja Chohłow Vytautas Lukosevicius |
| Godzina: 16:00 | 16 min. kar                                 |                 | 27 min. kar | Widzów: 110 Sędzia główny: Paweł Meszyński Sędziowie liniowi: Ilja Chohłow Vytautas Lukosevicius |

| 26 lutego 2018 | Zjednoczone Emiraty Arabskie | 1–6 | Bośnia i Hercegowina | Ice Arena ZETRA, Sarajewo |

| Szczegóły      | Szczegóły                | Szczegóły       | Szczegóły | Szczegóły                                                                                            |
| -------------- | ------------------------ | --------------- | --- | --- |
| Godzina: 20:00 | J. Al Dhaheri (EQ) 26:55 | (0–1, 1–2, 0–3) | 04:48 (EQ) A. Hadzihasanović 31:51 (SH) D. Cordalija 33:50 (PP) M. Omer 46:47 (EQ) D. Cordalija 52:29 (EQ) D. Cordalija 53:39 (EQ) M. Omer | Widzów: 600 Sędzia główny: Martin Christensen Sędziowie liniowi: Tomas Brejcha Maarten van den Acker |
| Godzina: 20:00 | 22 min. kar              |                 | 34 min. kar | Widzów: 600 Sędzia główny: Martin Christensen Sędziowie liniowi: Tomas Brejcha Maarten van den Acker |

| 28 lutego 2018 | Zjednoczone Emiraty Arabskie | 4–2 | Kuwejt | Ice Arena ZETRA, Sarajewo |

| Szczegóły      | Szczegóły                                                                                          | Szczegóły       | Szczegóły                                      | Szczegóły                                                                                                |
| -------------- | -------------------------------------------------------------------------------------------------- | --------------- | ---------------------------------------------- | --- |
| Godzina: 09:00 | J. Al Dhaheri (PP) 13:30 J. Al Dhaheri (PP) 39:16 O. Al Shamsi (EQ) 43:02 J. Al Dhaheri (EQ) 50:48 | (1–1, 1–0, 2–1) | 07:43 (EQ) J. Alawadhi 57:35 (PP) A. Al Maragi | Widzów: 110 Sędzia główny: Stefan Hogarth Sędziowie liniowi: Vytautas Lukosevicius Maarten van den Acker |
| Godzina: 09:00 | 4 min. kar                                                                                         |                 | 12 min. kar                                    | Widzów: 110 Sędzia główny: Stefan Hogarth Sędziowie liniowi: Vytautas Lukosevicius Maarten van den Acker |

| 28 lutego 2018 | Bośnia i Hercegowina | 3–13 | Turkmenistan | Ice Arena ZETRA, Sarajewo |

| Szczegóły      | Szczegóły                                                  | Szczegóły       | Szczegóły | Szczegóły                                                                                 |
| -------------- | ---------------------------------------------------------- | --------------- | --- | ----------------------------------------------------------------------------------------- |
| Godzina: 12:30 | M. Omer (PP) 04:28 A. Lemes (EQ) 06:04 A. Rakić (EQ) 11:40 | (3–1, 0–5, 0–7) | 07:50 (PP) D. Sojunow 24:38 (SH) A. Gurbanow 26:17 (EQ) A. Gurbanow 31:06 (PP) A. Aganijazow 33:19 (SH) D. Sawin 37:32 (PP) A. Gełdimiriadow 41:27 (EQ) P. Barkowskij 45:12 (PP) E. Gajer 49:03 (PP2) I. Wielejew 49:19 (PP) D. Sojunow 52:38 (EQ) A. Wahowskij 57:06 (EQ) P. Barkowskij 57:36 (EQ) B. Dowletmiriadow | Widzów: 1000 Sędzia główny: Paweł Meszyński Sędziowie liniowi: Tomas Brejcha Ilja Chohłow |
| Godzina: 12:30 | 44 min. kar                                                |                 | 18 min. kar | Widzów: 1000 Sędzia główny: Paweł Meszyński Sędziowie liniowi: Tomas Brejcha Ilja Chohłow |

Tabela
| Lp. | Zespół                       | M | Pkt | Z | Zd | Pd | P | G+ | G- | +/- |
| --- | ---------------------------- | - | --- | - | -- | -- | - | -- | -- | --- |
| 1   | Turkmenistan                 | 3 | 9   | 3 | 0  | 0  | 0 | 41 | 5  | +36 |
| 2   | Bośnia i Hercegowina         | 3 | 6   | 2 | 0  | 0  | 1 | 17 | 15 | +2  |
| 3   | Zjednoczone Emiraty Arabskie | 3 | 3   | 1 | 0  | 0  | 2 | 5  | 12 | -7  |
| 4   | Kuwejt                       | 3 | 0   | 0 | 0  | 0  | 3 | 5  | 36 | -31 |

      = awans do III dywizji
Statystyki indywidualne
- Klasyfikacja strzelców:  Ahmet Gurbanow/ Dowlet Sojunow
- Klasyfikacja asystentów:  Paweł Barkowskij
- Klasyfikacja kanadyjska:  Ahmet Gurbanow
- Klasyfikacja +/−:  Ahmet Gurbanow/ Dowlet Sojunow
- Klasyfikacja skuteczności interwencji bramkarzy:  Keremli Czarijew
- Klasyfikacja średniej goli straconych na mecz bramkarzy:  Keremli Czarijew

Nagrody indywidualne
Dyrektoriat turnieju wybrał trójkę najlepszych zawodników na każdej pozycji:
- Bramkarz:  Edis Pribisić
- Obrońca:  Dmitrij Sawin
- Napastnik:  Ahmet Gurbanow